# William Cohen

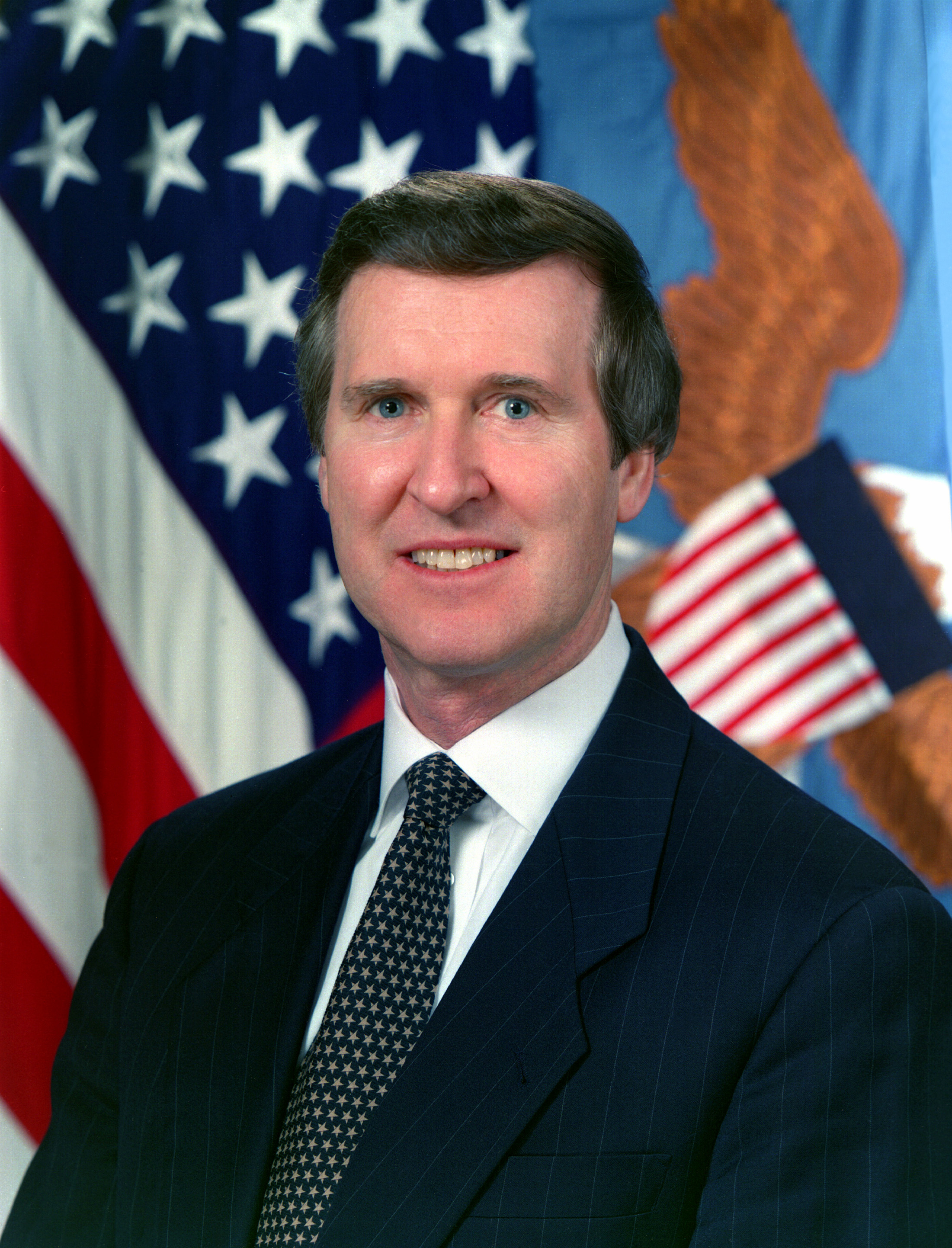
William Cohen (1997)

William Sebastian Cohen (* 28. August 1940 in Bangor, Maine) ist ein US-amerikanischer Politiker (Republikanische Partei), der von 1997 bis 2001 in der Regierung des demokratischen US-Präsidenten Bill Clinton Verteidigungsminister der Vereinigten Staaten war.

## Leben

### Ausbildung und Beruf
Nach Besuch der öffentlichen Schule schloss er sein Studium am Bowdoin College in Brunswick mit einem Bachelor-Grad ab. An der Boston University machte er seinen Abschluss in Jura. Bevor Cohen in die Politik ging, arbeitete er als Anwalt und Rechtsprofessor.

### Lokalpolitik
Er begann seine politische Laufbahn mit seiner Wahl in den Stadtrat von Bangor, dessen Mitglied er von 1969 bis 1972 war. Von 1970 bis 1971 war er auch gewähltes Mitglied des Bangor School Board (der städtischen Schulaufsichtsbehörde). 1971 wurde er Bürgermeister von Bangor.

### Abgeordneter im Repräsentantenhaus und Senator
Als der Demokrat William Dodd Hathaway für den US-Senat kandidierte und nicht mehr zu den Wahlen zum Repräsentantenhaus der Vereinigten Staaten antrat, bewarb sich Cohen 1972 erfolgreich um das Mandat.
Nach drei Legislaturperioden im Repräsentantenhaus wurde er 1978 in den US-Senat gewählt, wobei er William Hathaways Wiederwahl verhinderte. Cohen wurde 1984 und 1990 als Senator bestätigt. Beide späteren Senatorinnen von Maine, Susan Collins und Olympia Snowe, arbeiteten für ihn; Snowe während seiner Amtszeit im Repräsentantenhaus und Collins, während er im Senat arbeitete. Cohen schied 1996 aus dem Senat aus und Collins wurde zu seiner Nachfolgerin gewählt.

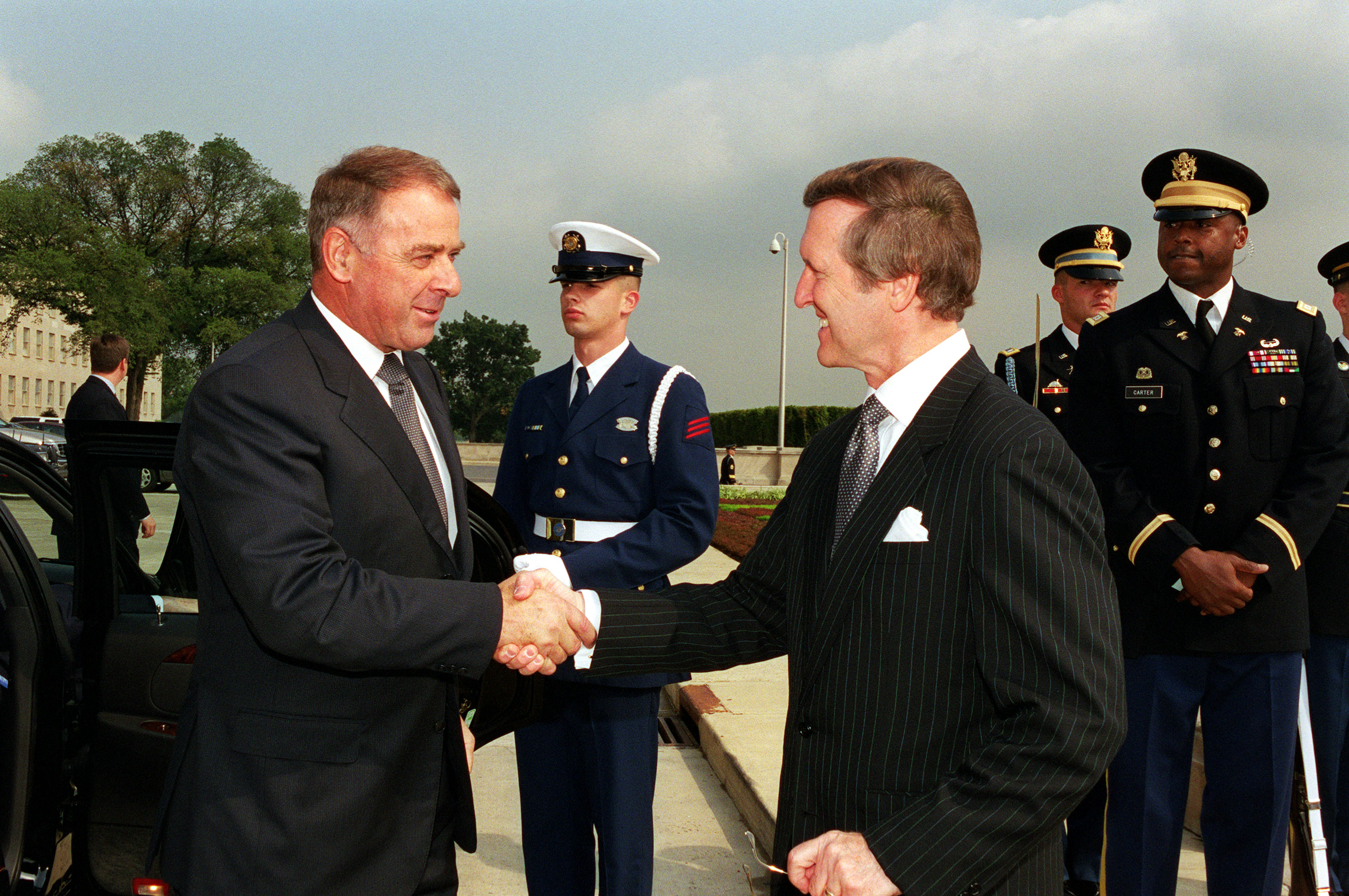
Adolf Ogi und Cohen (rechts) in Washington D.C. (28. Juli 2000)

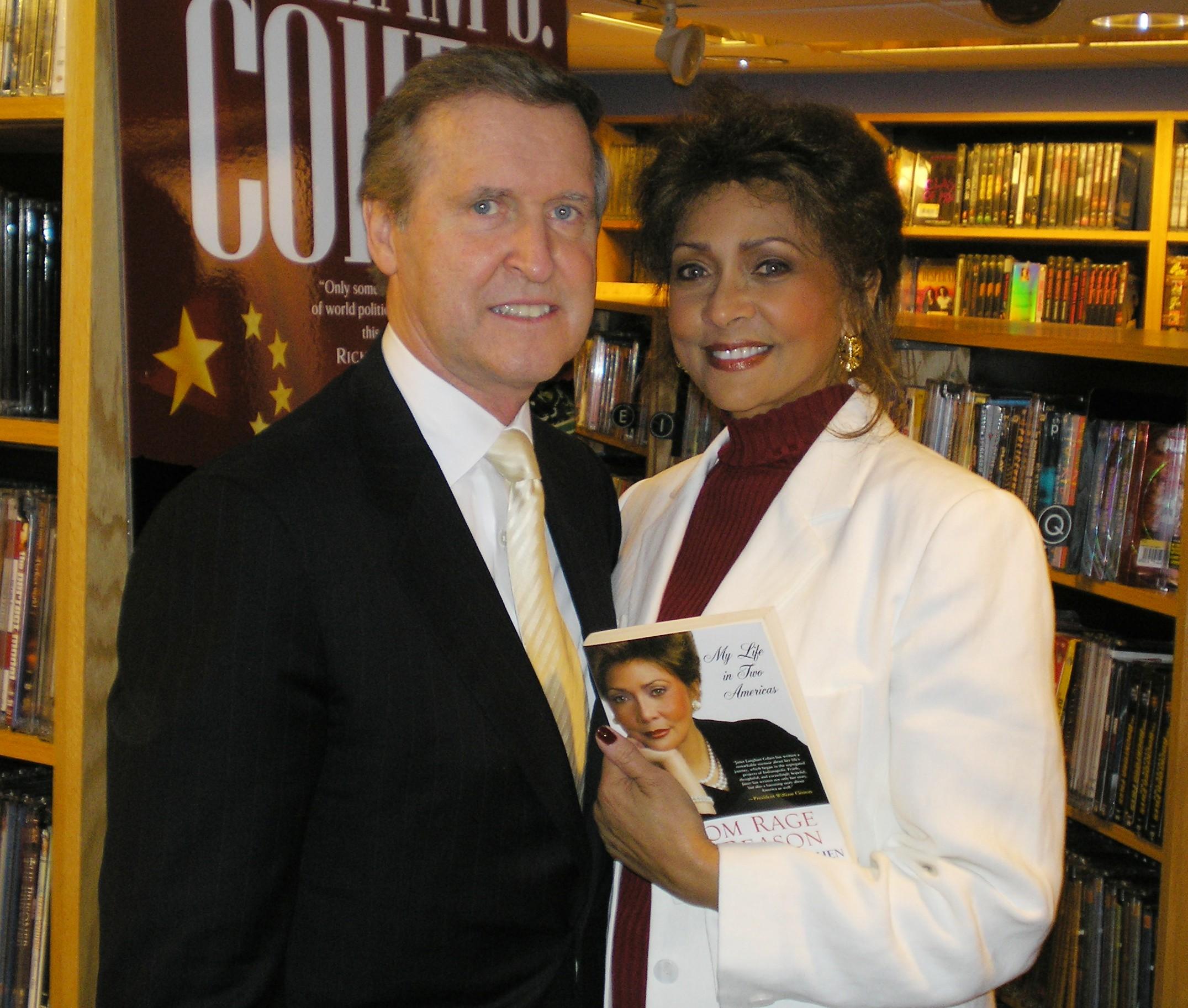
William Cohen und seine Frau, die Schriftstellerin Janet Langhart (2006)

### Verteidigungsminister
Cohen arbeitete von 1997 bis 2001 im Kabinett des demokratischen Präsidenten Bill Clinton als Verteidigungsminister. Während dieser Zeit spielte er eine wichtige Rolle bei der Leitung von US-Militäreinsätzen im Irak und im Kosovo einschließlich der Entlassung Wesley Clarks als NATO-Oberbefehlshaber Europa (SACEUR).

### Weitere Tätigkeiten
Cohen ist Autor verschiedener Bücher einschließlich Krimis, Lyrik und (mit George J. Mitchell) einer Analyse der Iran-Contra-Affäre. Michael Moore widmete eine Episode seiner Fernsehshow The Awful Truth der Jagd nach Cohen, um ihn zu fragen, ob er wegen seiner Lyrik zu sehr ein „Warmduscher“ sei, um das Verteidigungsministerium zu leiten.
Cohen ist gegenwärtig Chef einer internationalen Unternehmensberatungsfirma namens Cohen Group, das in Washington, D.C. beheimatet ist.

### Privates
Cohen ist in zweiter Ehe mit der Kommentatorin Janet Langhart des Black Entertainment Television verheiratet.
2018 wurde ihm der große Orden der Aufgehenden Sonne am Band verliehen.